# NGC 7277
NGC 7277 ist eine Spiralgalaxie vom Hubble-Typ Sb im Sternbild Südlicher Fisch am Südsternhimmel. Sie ist schätzungsweise 180 Millionen Lichtjahre von der Milchstraße entfernt.
Das Objekt wurde am 27. September 1834 von John Herschel entdeckt.